# Zinnhain
Zinnhain es un estratovolcán de Westerwald, en Alemania. Sus coordenadas son estas:  50.659082°   7.936918°